# Notropis imeldae
Notropis imeldae é uma espécie de peixe actinopterígeo da família Cyprinidae.
Apenas pode ser encontrada no México.